# FOMO (album)
FOMO è il quarto album in studio del gruppo musicale italiano Il Pagante, pubblicato il 13 giugno 2025.
Si tratta del loro primo lavoro pubblicato in formazione a due, dopo l'abbandono di Federica Napoli nella prima metà del 2022.

## Descrizione
Il concept album esplora la FOMO nelle nostre vite, l'acronimo sta per "Fear Of Missing Out" cioè la paura di perdersi qualcosa, tipica delle nuove generazioni specialmente della Gen Z. Ogni traccia riflette uno stato mentale legato alla vita iperconnessa, ai social, alla movida milanese e al desiderio costante di apparire.

## Tracce
1. FOMO – 2:04
2. Spingere (feat. VillaBanks) – 2:37
3. Piangere in discoteca – 2:22
4. Sottocassa – 2:42
5. Clamo (feat. Sillyelly) – 2:30
6. Costa Smeralda – 2:29
7. Poveri mai – 2:43
8. Cerveza – 2:40
9. Milano Girls – 2:43
10. La nuova tipa del mio ex – 2:31
11. Maranza (feat. Fabio Rovazzi) – 3:00
12. Troie in console – 3:04